# Bellicourt
Bellicourt is een gemeente in het Franse departement Aisne (regio Hauts-de-France) en telt 680 inwoners (1999). De plaats maakt deel uit van het arrondissement Saint-Quentin.

## Geografie
De oppervlakte van Bellicourt bedraagt 9,8 km², de bevolkingsdichtheid is 69,4 inwoners per km².
Bellicourt ligt langs het kanaal van Saint-Quentin, dat via de tunnel van Riqueval verbonden is met Le Catelet.
De onderstaande kaart toont de ligging van Bellicourt met de belangrijkste infrastructuur en aangrenzende gemeenten.

## Demografie
Onderstaande figuur toont het verloop van het inwonertal (bron: INSEE-tellingen).

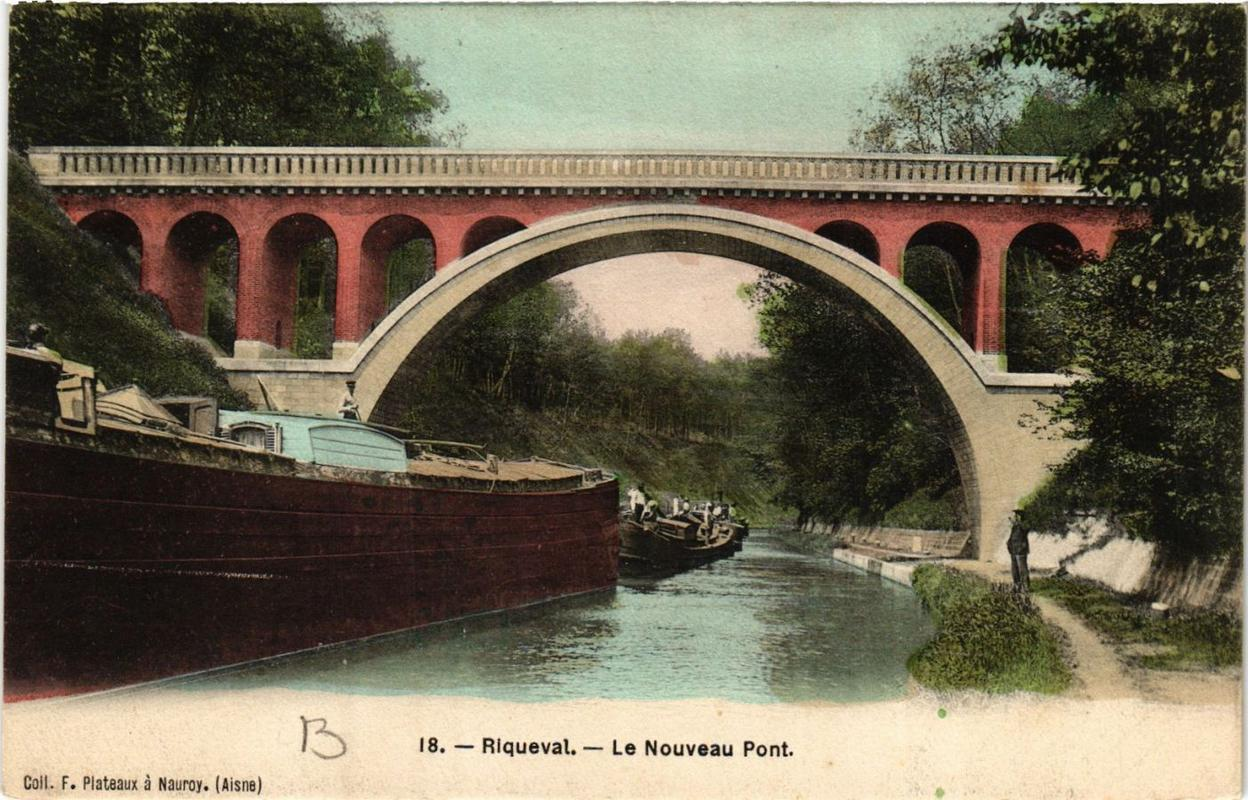
Riquevalbrug, die van doorslaggevende betekenis was in de slag aan het Kanaal van Saint-Quentin.

Vanwege een beveiligingsprobleem met de MediaWiki Graph-software is het momenteel niet mogelijk deze grafiek weer te geven. Zodra de software is bijgewerkt zal de grafiek vanzelf weer zichtbaar worden.

## Eerste Wereldoorlog
In het najaar van 1918 vond bij Bellicourt de slag aan het Kanaal van Saint-Quentin plaats.
Het Bellicourt British Cemetery is een Britse militaire begraafplaats met gesneuvelden uit de Eerste Wereldoorlog. De begraafplaats is ontworpen door Charles Holden en ligt langs de weg van Bellicourt naar Hargicourt op 200 meter ten westen van het dorpscentrum. Er liggen 1203 doden begraven waaronder 312 niet geïdentificeerde.
Verder is er een monument dat deel uitmaakt van de Amerikaanse begraafplaats en gedenkteken van de Somme. Dit monument ligt op een heuvel van waar men uitkijkt op het omliggende platteland. Het staat boven de tunnel van het kanaal. Het herdenkt de aanval van zo'n 90.000 Amerikaanse troepen op de Hindenburglinie in september 1918. Op de achterkant van het monument staat een kaart met het verloop van de aanval.